# Teoria M
In fisica la teoria M (M-theory) è una teoria che unifica tutte le teorie delle superstringhe coerenti. Edward Witten fu il primo a ipotizzare una teoria del genere a un congresso di teoria delle stringhe presso l'Università della California del Sud nel 1995. L'annuncio di Witten diede il via a un grande fermento nella ricerca, passato alla storia come la seconda rivoluzione delle superstringhe. Prima di questo annuncio, i teorici avevano identificato cinque versioni della teoria delle superstringhe. Sebbene queste teorie apparissero, a prima vista, molto diverse tra loro, grazie al lavoro di molti fisici si poté mostrare che erano in realtà correlate in modi complicati e non-banali. I fisici trovarono che queste teorie potevano essere unificate tramite trasformazioni matematiche dette S-dualità e T-dualità. La congettura di Witten si basava in parte sull'esistenza di queste dualità e in parte sulla relazione tra la teoria delle stringhe e una teoria di campo detta supergravità a 11 dimensioni.
Nonostante una formulazione completa di questa teoria non sia nota, ci si aspetta che tale formulazione descriva oggetti con due e cinque dimensioni chiamati brane e che a basse energie sia equivalente alla supergravità 11-dimensionale. I tentativi moderni di formulare la teoria M sono tipicamente basati sulla cosiddetta "teoria delle matrici" o sulla corrispondenza AdS/CFT. 
Molti studi sulla struttura matematica della teoria hanno portato a importanti risultati teorici sia in fisica sia in matematica. Si specula che la teoria M possa fornire la struttura teorica alla base di una teoria del tutto, che descriva in maniera unificata tutte le interazioni fondamentali della natura. I tentativi di collegare la teoria M agli esperimenti in modo tale da verificare la sua affidabilità si concentrano sul compattificare le dimensioni extra per costruire modelli applicabili al mondo quadridimensionale. Tuttavia, negli esperimenti di fisica ad alte energie non sono mai stati osservati fenomeni da imputare inequivocabilmente ai modelli della teoria M.

## Il significato della "M"
Il significato della lettera "M" è stato oggetto di discussioni generate dall'indecisione su di esso del suo promotore, il fisico teorico Edward Witten. In origine, "M" stava per membrana (abbreviato in "brana"), termine designato per generalizzare le stringhe della omonima teoria. Il fisico scelse un generico "teoria M" perché era il più scettico sulla natura di tali membrane, lasciando così il significato della "M" alla libera interpretazione del lettore, che poteva scegliere fra "magia", "mistero", "matrice" o (teoria) "madre".
Ritornando sull'argomento nel 2013, Witten ha chiarito il significato della "M", che sta per "membrana". Era certo che i suoi colleghi avrebbero capito che la libertà di scelta fosse solo uno scherzo e non immaginava la confusione creatasi.

## Caratteristiche della teoria M
A seconda del substrato geometrico, la teoria M è associata a differenti teorie di superstringa (in differenti substrati geometrici) e questi limiti sono in correlazione tra loro in base al principio della dualità. Due teorie fisiche si definiscono duali se hanno effetti fisici identici dopo che sono state applicate determinate trasformazioni matematiche. Ecco le principali caratteristiche delle teorie di stringa conosciute:
| Tipo     | Dimensioni | Dettagli |
| -------- | ---------- | --- |
| Bosonica | 26         | Solo bosoni, nessun fermione, quindi solo forze, niente materia, sia stringhe chiuse che aperte; incongruenza maggiore: una particella con massa immaginaria, chiamata tachione                                  |
| I        | 10         | Supersimmetria tra forze e materia, con stringhe sia aperte che chiuse, nessun tachione, gruppo di simmetria SO(32)                                                                                              |
| IIA      | 10         | Supersimmetria tra forze e materia, solo stringhe chiuse, nessun tachione, fermioni privi di massa con spin in entrambe le direzioni (non-chirali)                                                               |
| IIB      | 10         | Supersimmetria tra forze e materia, solo stringhe chiuse, nessun tachione, fermioni privi di massa con spin in un'unica direzione (chirali)                                                                      |
| HO       | 10         | Supersimmetria tra forze e materia, solo stringhe chiuse, eterotiche, cioè le stringhe che si muovono verso destra differiscono da quelle che si muovono a sinistra, nessun tachione, gruppo di simmetria SO(32) |
| HE       | 10         | Supersimmetria tra forze e materia, solo stringhe chiuse, eterotiche, cioè le stringhe che si muovono verso destra differiscono da quelle che si muovono a sinistra, nessun tachione, gruppo di simmetria E8×E8  |

Un'evoluzione dello spazio-tempo di stringa può essere descritta matematicamente dalle funzioni come {\displaystyle X^{\mu }(\sigma ,\tau )} che rappresentano il modo in cui le coordinate {\displaystyle (\sigma ,\tau )} del piano bidimensionale della stringa variano nello spazio-tempo {\displaystyle X^{\mu }}. Una delle interpretazioni di questo risultato è che l'undicesima dimensione è sempre presente, ma invisibile, sia perché il suo raggio è proporzionale alla costante di accoppiamento della stringa, sia perché la teoria tradizionale perturbativa di stringa presume che sia infinitesimale. Un'altra interpretazione è che la dimensione non sia un concetto fondamentale della teoria M.

### Relazioni tra superstringhe e supergravità
Come si è precedentemente definito, sono cinque le teorie di superstringa conosciute: esse sono tutte consistenti; questa consistenza è il primo indizio che permette di pensare che esse siano anche in qualche modo legate l'una all'altra. Come i loro stessi nomi suggeriscono, alcune di loro sono chiaramente in relazione. Per esempio, il tipo IIA e il tipo IIB sono connessi da ciò che è conosciuto come T-dualità: questo significa che la descrizione matematica di un cerchio di raggio {\displaystyle R} nella teoria IIA corrisponde a quella di un cerchio di raggio {\displaystyle 1/R} nella teoria IIB. Questo è sicuramente un risultato di grande peso sia perché è definito attraverso un approccio quantistico, sia perché si può costruire ogni tipo di spazio semplicemente accoppiando tra loro dei cerchi in vari modi, con il risultato che ciò che è descritto in una teoria è esattamente equivalente anche nell'altra. Quindi si può passare con molta facilità da una teoria all'altra.
Lo stesso tipo di ragionamento può essere applicato alle due teorie eterotiche, anch'esse relazionate dalla T-dualità: così, sempre partendo dall'esempio del cerchio, al raggio {\displaystyle R} della teoria SO(32) corrisponde come prima il raggio {\displaystyle 1/R} della teoria E8×E8. A questo punto, applicate le trasformazioni, è come se ci fossero solo tre superstringhe: il tipo I, il tipo II e l'eterotica.
Ora entra in gioco la seconda dualità. È proprio la S-dualità che unisce la superstringa di tipo I con la teoria eterotica SO(32): infatti, particelle debolmente interagenti nel tipo I eguagliano particelle con interazioni di grande intensità nella teoria SO(32). In questo caso, il legame è più sottile, in quanto così si possono solo identificare i limiti delle rispettive teorie. Ci sono prove molto convincenti per poter sostenere che le due teorie siano di fatto le stesse, tuttavia queste non soddisfano totalmente i rigorosi criteri di coerenza matematici, che del resto sono indispensabili in una teoria come questa. Ma al di là di questo è comunque chiaro che le teorie siano legate in qualche modo. Perciò ora ci sono solo due superstringhe: quella che viene qui definita per brevità eterotica (ma che in realtà comprende anche il tipo I) e il tipo II.
L'unificazione di queste ultime è il passo più problematico: deve infatti essere compiuto un ragionamento molto particolare.

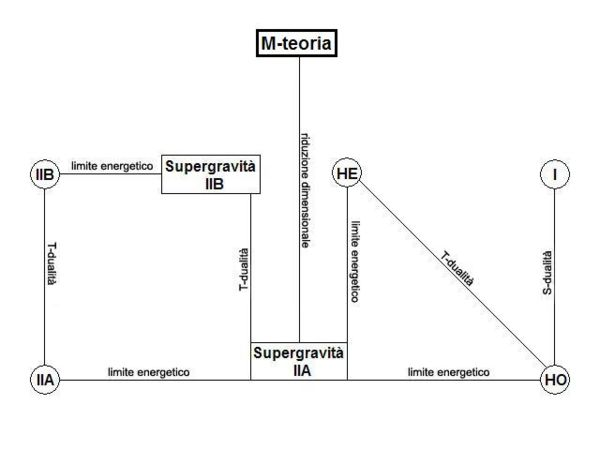
Situazione della teoria M in rapporto alle altre 5 teorie delle stringhe e alla supergravità, secondo il tipo di dualità

1. La teoria rappresenta le stringhe come oggetti estremamente piccoli e difficili da "vedere".
2. La teoria quantistica adatta a descrivere i limiti energetici inferiori considera, piuttosto che le stringhe, particelle che si muovono nello spazio-tempo: è ciò che è conosciuto come teoria quantistica dei campi.
3. Poiché le stringhe comprendono anche l'interazione gravitazionale, è lecito aspettarsi che per basse energie esse corrispondano alle comuni particelle, che però si muovono in un campo gravitazionale.
4. La teoria delle stringhe gode di supersimmetria, la quale perciò dovrebbe apparire nelle approssimazioni delle descrizioni teoriche di stati a bassa energia.

Questi indizi fanno pensare che il corrispettivo della teoria delle superstringhe nelle approssimazioni a bassa energia sia una teoria della supergravità. È su questo genere di teorie che si sposta il problema. A questo proposito, per quanto riguarda 10 dimensioni esistono solo due teorie di supergravità, denominate, non a caso, tipo IIA e tipo IIB. Infatti alla teoria di superstringa IIA corrisponde, come limite energetico inferiore, la supergravità IIA e similarmente la stringa IIB si sviluppa nella supergravità IIB. Il fatto poi che le due teorie eterotiche possano essere ridotte ai due tipi II, proprio nel limite energetico inferiore già più volte citato, sembra fornire l'evidenza della possibilità di connessione tra le teorie.
Ma è con l'ausilio della topologia che si è potuto rinforzare questo, in apparenza debole, legame. Edward Witten, nel 1995, ipotizzò che la supergravità di tipo IIA, corrispondente alle superstringhe eterotiche SO(32) e E8×E8 e alla superstringa tipo IIA, avrebbe potuto essere ottenuta attraverso riduzioni dimensionali da un'unica teoria della supergravità in undici dimensioni. Ovvero se si studia la supergravità in uno spazio-tempo 11-dimensionale, si ottiene la supergravità tipo IIA, la quale attraverso la T-dualità può essere trasformata nella IIB. Ad ogni modo la supergravità 11-dimensionale non è di per sé consistente: ad esempio fornisce risultati paradossali ad alte energie, perciò richiede qualche forma di completamento. Sembra accettabile, allora, l'esistenza di qualche teoria quantistica, che lo stesso Witten ha chiamato appunto teoria M, in 11 dimensioni e che per basse energie dà gli stessi risultati della supergravità 11-dimensionale; essa deve essere relazionata attraverso riduzioni dimensionali ad una teoria di stringa in 10 dimensioni. Eseguendo queste operazioni su un cerchio si riproduce la superstringa tipo IIA, mentre applicandole ad un segmento si ricade nel caso della superstringa eterotica SO(32).

## Teoria M e brane
Proprio per via dell'aggiunta di un'ulteriore dimensione, la teoria M comprende molto di più che le sole stringhe. Questa aggiunta permette l'esistenza di altri oggetti che vanno sotto il nome generico di p-brane, dove p sta ad indicare il numero di dimensioni proprie di ciascuna brana: perciò un oggetto 1-brana è una stringa e uno 2-brane è una membrana. Nella teoria delle superstringhe sono presenti oggetti di dimensioni ancora maggiori, sebbene il loro studio sia complicato a causa della loro natura non-perturbativa. L'inclusione di queste nuove entità non rende, però, sbagliati i lavori precedentemente svolti, che di loro non tenevano conto: infatti, questi oggetti multidimensionali sono molto più massicci delle normali stringhe e possono, per questo motivo, essere ignorati, come hanno fatto inconsapevolmente i ricercatori, quando si ha solo a che fare con stringhe.
Le proprietà non perturbative fondamentali delle p-brane derivano da una loro classe speciale, chiamate p-brane di Dirichlet (abbreviato Dp-brane). Questa denominazione deriva dalle condizioni limite di Dirichlet, assegnate ai punti terminali delle stringhe aperte nelle superstringhe di tipo I. L'importanza di questi espedienti matematici si comprese poco dopo i lavori di Witten del 1995: fu Joseph Polchinski a scoprire che, in certe situazioni, particolari tipi di stringa non sarebbero stati in grado di muoversi in tutte le dimensioni a loro disposizione. Esse potevano essere immaginate come incapaci di staccarsi da certe regioni di spazio, sebbene perfettamente libere di muoversi in esse. Per stessa intuizione di Polchinski, queste parti di spazio potevano essere esattamente delle Dp-brane e i calcoli dimostrarono l'esattezza di quest'ipotesi. Un'ulteriore conferma giunge dal fatto che stringhe aperte di tipo I possono avere il punto terminale che soddisfa anche la condizione limite di Neumann. In tali condizioni il punto terminale delle stringhe è libero di muoversi, ma nessun "momento" può fluttuare dentro o fuori la parte terminale della stringa. La T-dualità presuppone l'esistenza di stringhe aperte con posizioni fissate nelle dimensioni, che non sono altro che trasformazioni di tipo T. Generalmente, nelle teorie di tipo II si possono immaginare stringhe aperte con specifiche posizioni del punto terminale in qualcuna delle varie dimensioni: da ciò si deduce che esse devono terminare su una superficie preferenziale. Apparentemente questo fatto sembrerebbe rompere l'invarianza relativistica della teoria, introducendo un paradosso. Anche la dissoluzione di questo paradosso è affidata al fatto che le stringhe terminano su un oggetto dinamico p-dimensionale cioè la Dp-brana.

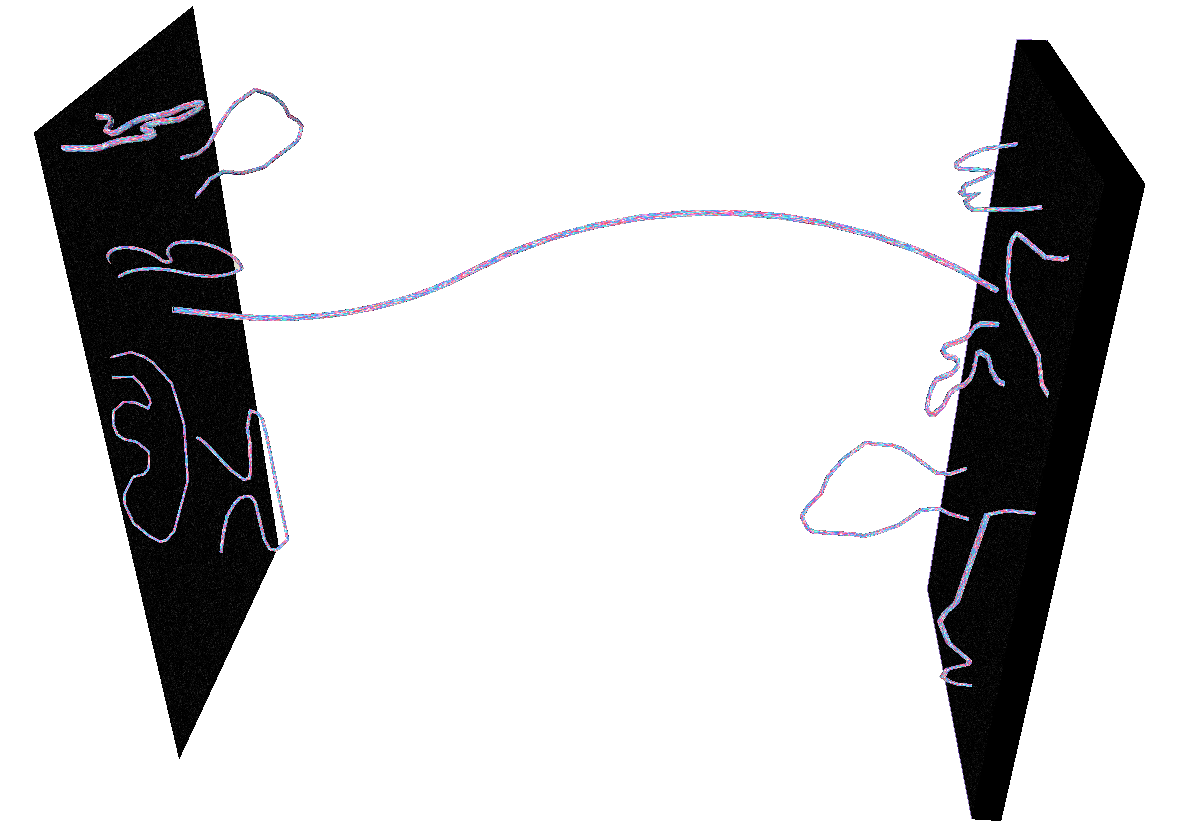
Brane parallele a tre dimensioni (d-brane) composte da brane a due dimensioni (p-brane), a loro volta contenenti le stringhe; nella figura, una stringa le collega, e le due brane possono accidentalmente collidere in un Big Splat ecpirotico

Ma non tutte le stringhe sono confinate su brane: l'esistenza di stringhe chiuse, riesce incredibilmente a spiegare anche la debolezza della gravità rispetto all'elettromagnetismo. Il problema viene risolto ponendo che di fatto esso non esiste: la gravità non è più debole dell'elettromagnetismo, ma semplicemente appare essere tale. Il motivo risiede proprio nelle stringhe chiuse: la particella elementare responsabile della forza gravitazionale, il gravitone, essendo corrispondente ad una stringa a loop, non è in alcun modo legato alla brana ed è per questo motivo che riesce a sfuggirle, facendo così sembrare meno intensa la forza di cui è mediatrice.
L'importanza delle D-brane deriva dal fatto che esse permettono di studiarne le eccitazioni utilizzando la rinormalizzazione bidimensionale della teoria quantistica dei campi della stringa aperta all'interno della teoria del volume universale non-rinormalizzabile delle D-brane stesse. In questo modo diviene possibile calcolare i fenomeni non-perturbativi usando metodi che invece lo sono. Molte delle p-brane precedentemente identificate sono D-brane. Altre sono correlate alle D-brane dalle simmetrie duali, così che anch'esse possono essere ricondotte sotto il controllo matematico. Sono state trovate numerose utili applicazioni delle D-brane, la più notevole delle quali è lo studio dei buchi neri. Andrew Strominger e Cumrun Vafa hanno dimostrato che la tecnica delle D-brane può essere usata per conteggiare i microstati quantici associati alle classiche configurazioni dei buchi neri. Il primo più semplice caso esplorato sono stati i buchi neri carichi estremi statici in 5 dimensioni. Strominger e Vafa hanno documentato che per grandi valori delle cariche l'entropia {\displaystyle S(N)=\ln N}, dove {\displaystyle N} equivale al numero degli stati quantici in cui si può trovare il sistema, in accordo con le previsioni di Bekenstein-Hawking (1/4 dell'area dell'orizzonte degli eventi).
Questo risultato è stato generalizzato ai buchi neri quadridimensionali così come a quelli vicini all'estremità (e correttamente irradiati) o rotanti, cosa che è un notevole successo. Non è ancora stato provato alcun fallimento della meccanica quantistica riguardo ai buchi neri.

### Big Bang

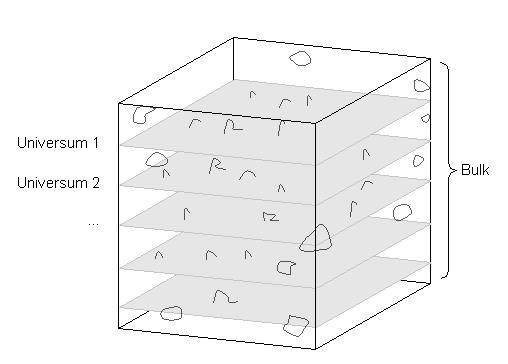
L'iperspazio detto bulk e le brane

Sebbene non ancora completa, e al contrario di molte altre ipotesi formulate sulla formazione dell'universo che sono ex nihilo, la teoria M presuppone che l'universo osservabile sia formato da solo quattro delle undici dimensioni esistenti, che, diversamente dalle altre, si sono espanse. Si ipotizza, in particolare, che il Big Bang non sia altro che una collisione di brane che ha sviluppato sufficiente energia per formare il nostro universo, che si troverebbe così su una 3-brana.  Sarebbe possibile l'esistenza di universi situati su altre brane vicine e in essi potrebbero vigere leggi fisiche diverse da quelle conosciute, come diverso potrebbe essere il numero di dimensioni. La loro presenza sarebbe evidenziata, in linea teorica, attraverso la loro attrazione gravitazionale.

## Reinterpretazione come teoria delle matrici
Quando fu formulata, la teoria M era semplicemente pensata come una teoria che descrivesse un campo ad energia relativamente bassa, ovvero la supergravità ad undici dimensioni. Sebbene fosse proprio questo il legame che univa questa teoria fondamentale con la teoria delle stringhe, sembrava plausibile che esistesse anche un limite energetico superiore, al quale, coerentemente, corrispondesse un'enunciazione matematica, una formulazione che ritraesse il quadro di insieme dei comportamenti e delle interazioni che intercorrono tra questi oggetti mono o multidimensionali. Quello che già si possedeva era, infatti, una visione sì coerente, ma solo superficiale ed escludeva la trattazione degli elementi veramente fondamentali. Per analogia, è come considerare l'acqua come un fluido continuo ed incomprimibile, situazione sicuramente adatta su grande scala per avere a che fare con correnti e onde, ma inadeguata quando si tratta dell'evaporazione, ovvero di quei fenomeni a più alta energia, per cui è necessario lo studio dei comportamenti molecolari.
Così, partendo proprio da questi presupposti, Tom Banks, Fischler, Shenker e Susskind (abbreviato BFSS) pensarono che la soluzione fosse una formulazione interamente matriciale della teoria. Dimostrarono che una teoria di nove matrici molto grandi che si evolvessero nel tempo poteva riprodurre la descrizione a basse energie della supergravità, cessando tuttavia di essere valida per energie più elevate; perciò, mentre la supergravità considera lo spazio-tempo un continuo, la teoria delle matrici predice che a piccole distanze smetta di essere valida la “geometria non-commutativa”, qualcosa di molto simile al modo in cui la continuità dell'acqua si interrompe per cedere il posto alla descrizione molecolare.

## Fisici che hanno contribuito alla teoria M
- Edward Witten
- Leonard Susskind
- Neil Turok
- Paul Steinhardt
- Stephen Hawking
- Gabriele Veneziano
- Michio Kaku
- Brian Greene